# كولن نيكسون
كولن نيكسون (بالإنجليزية: Colin Nixon)‏ (8 سبتمبر 1978 في المملكة المتحدة - ) هو لاعب كرة قدم بريطاني في مركز الظهير. شارك مع منتخب أيرلندا الشمالية تحت 21 سنة لكرة القدم. أما مع النوادي، فقد لعب مع غلينتوران وIrish League representative team ‏ ونادي بانغور.

## وصلات خارجية
- كولن نيكسون على موقع قاعدة بيانات كرة القدم.إي يو (الإنجليزية)